# Luis Cangá
Luis David Cangá Sánchez (n. Guayaquil, Ecuador; 15 de junio de 1995) es un futbolista ecuatoriano. Juega de defensa central y su equipo actual es Universidad Católica de la Serie A de Ecuador.

## Trayectoria

### Liga Deportiva Universitaria
Luis inició su carrera como futbolista en las divisiones menores Liga Deportiva Universitaria, en el 2014 logra debutar de la mano de Luis Zubeldía. En octubre del 2014, fue llamado a la selección de Ecuador, convocado por primera vez, a cargo de Sixto Vizuete (técnico interino) en los partidos amistosos contra Brasil y Bolivia jugados en Estados Unidos.

### Delfín S. C.
Para la temporada 2018 es fichado por el Delfín Sporting Club.

### Vasco da Gama
En diciembre de 2021 fue anunciado como refuerzo del Vasco da Gama del Campeonato Brasileño de Serie B. El contrato fue firmado por un lapso de tres meses con opción a renovar toda la temporada 2022.

### Aucas
En junio de 2022 volvió a Ecuador para vestir la camiseta de Aucas de la Serie A, llegó en condición de jugador libre.

### Perth Glory
El 10 de septiembre de 2024 se anunció su fichaje por el Perth Glory Football Club de la Primera División de Australia, con un contrato por un año. Sin embargo el 17 de diciembre de 2024 se confirmó su salida del club tras rescindir el contrato de mutuo acuerdo.

## Selección nacional

### Categorías inferiores
Ha sido internacional con la selección de Ecuador sub-17 que compitió en el Campeonato Sudamericano de 2011 disputado en Ecuador, y el Mundial de México de ese mismo año, fue compañero de Cristian Ramírez, Júnior Sornoza, Carlos Gruezo, Ridder Alcívar, Kevin Mercado, Joel Valencia, entre otros.

#### Participaciones en Sudamericanos
| Campeonato                  | Sede    | Resultado    | Partidos | Goles |
| --------------------------- | ------- | ------------ | -------- | ----- |
| Sudamericano Sub-20 de 2015 | Uruguay | Primera fase | 4        | 1     |

#### Participaciones en Copas del Mundo
| Campeonato                  | Sede   | Resultado        | Partidos | Goles |
| --------------------------- | ------ | ---------------- | -------- | ----- |
| Copa Mundial Sub-17 de 2011 | México | Octavos de final | 1        | 0     |

### Selección absoluta

#### Participaciones en eliminatorias
| Eliminatorias      | Sede            | Resultado    | Partidos | Goles |
| ------------------ | --------------- | ------------ | -------- | ----- |
| Eliminatorias 2018 | América del Sur | No clasificó | 0        | 0     |

### Partidos internacionales
Actualizado al último partido disputado el 10 de octubre de 2014.
| \| N.° \| Fecha \| Ciudad \| Rival \| Resultado \| Resultado \| Competencia \| \| --- \| ----------------------- \| --------------- \| -------------- \| --------- \| --------- \| ----------- \| \| 1. \| 6 de septiembre de 2014 \| Fort Lauderdale \| Bolivia \| 4-0 \| Victoria \| Amistoso \| \| 2. \| 9 de septiembre de 2014 \| East Rutherford \| Brasil \| 1-0 \| Derrota \| Amistoso \| \| 3. \| 10 de octubre de 2014 \| East Hartford \| Estados Unidos \| 1-1 \| Empate \| Amistoso \| |                         |                 |                |           |           |             |
| N.° | Fecha                   | Ciudad          | Rival          | Resultado | Resultado | Competencia |
| 1. | 6 de septiembre de 2014 | Fort Lauderdale | Bolivia        | 4-0       | Victoria  | Amistoso    |
| 2. | 9 de septiembre de 2014 | East Rutherford | Brasil         | 1-0       | Derrota   | Amistoso    |
| 3. | 10 de octubre de 2014   | East Hartford   | Estados Unidos | 1-1       | Empate    | Amistoso    |

## Estadísticas

### Clubes
Actualizado al último partido disputado el 16 de agosto de 2025.
| Club                                   | Div.                | Temporada           | Liga  | Liga  | Copas nacionales | Copas nacionales | Copas internacionales | Copas internacionales | Total | Total |
| Club                                   | Div.                | Temporada           | Part. | Goles | Part.            | Goles            | Part.                 | Goles                 | Part. | Goles |
| -------------------------------------- | ------------------- | ------------------- | ----- | ----- | ---------------- | ---------------- | --------------------- | --------------------- | ----- | ----- |
| Liga Deportiva Universitaria · Ecuador | 1.ª                 | 2014                | 31    | 2     | —                | —                | —                     | —                     | 31    | 2     |
| Liga Deportiva Universitaria · Ecuador | 1.ª                 | 2015                | 6     | 0     | —                | —                | 4                     | 0                     | 10    | 0     |
| Liga Deportiva Universitaria · Ecuador | 1.ª                 | 2016                | 17    | 1     | —                | —                | 2                     | 0                     | 19    | 1     |
| Liga Deportiva Universitaria · Ecuador | 1.ª                 | 2017                | 14    | 1     | —                | —                | 3                     | 1                     | 17    | 2     |
| Liga Deportiva Universitaria · Ecuador | Total club          | Total club          | 68    | 4     | 0                | 0                | 9                     | 1                     | 77    | 5     |
| Delfín S. C. · Ecuador                 | 1.ª                 | 2018                | 31    | 0     | —                | —                | 4                     | 0                     | 35    | 0     |
| Delfín S. C. · Ecuador                 | 1.ª                 | 2019                | 26    | 1     | 5                | 1                | 4                     | 0                     | 35    | 2     |
| Delfín S. C. · Ecuador                 | 1.ª                 | 2020                | 24    | 1     | 1                | 0                | 7                     | 0                     | 32    | 1     |
| Delfín S. C. · Ecuador                 | 1.ª                 | 2021                | 27    | 2     | 2                | 0                | —                     | —                     | 29    | 2     |
| Delfín S. C. · Ecuador                 | Total club          | Total club          | 108   | 4     | 8                | 1                | 15                    | 0                     | 131   | 5     |
| Vasco da Gama · Brasil                 | 1.ª                 | 2022                | 3     | 0     | 0                | 0                | —                     | —                     | 3     | 0     |
| Vasco da Gama · Brasil                 | Total club          | Total club          | 3     | 0     | 0                | 0                | 0                     | 0                     | 3     | 0     |
| Aucas · Ecuador                        | 1.ª                 | 2022                | 14    | 2     | 2                | 0                | —                     | —                     | 16    | 2     |
| Aucas · Ecuador                        | 1.ª                 | 2023                | 26    | 1     | 1                | 0                | 5                     | 1                     | 32    | 2     |
| Aucas · Ecuador                        | 1.ª                 | 2024                | 8     | 0     | 0                | 0                | 2                     | 0                     | 10    | 0     |
| Aucas · Ecuador                        | Total club          | Total club          | 48    | 3     | 3                | 0                | 7                     | 1                     | 58    | 4     |
| Perth Glory F. C. Australia            | 1.ª                 | 2024-25             | 8     | 0     | 0                | 0                | 0                     | 0                     | 8     | 0     |
| Perth Glory F. C. Australia            | Total club          | Total club          | 8     | 0     | 0                | 0                | 0                     | 0                     | 8     | 0     |
| Universidad Católica · Ecuador         | 1.ª                 | 2025                | 21    | 2     | 1                | 0                | 8                     | 0                     | 30    | 2     |
| Universidad Católica · Ecuador         | Total club          | Total club          | 21    | 2     | 1                | 0                | 8                     | 0                     | 30    | 2     |
| Total en su carrera                    | Total en su carrera | Total en su carrera | 256   | 13    | 12               | 1                | 39                    | 2                     | 307   | 16    |
| 1. 2. 3.                               |                     |                     |       |       |                  |                  |                       |                       |       |       |

## Palmarés

### Campeonatos nacionales
| Título             | Club         | Año  |
| ------------------ | ------------ | ---- |
| Serie A de Ecuador | Delfín S. C. | 2019 |
| Serie A de Ecuador | Aucas        | 2022 |